# Claude Lanzmann: Spectres of the Shoah
Claude Lanzmann: Spectres of the Shoah é um documentário anglo-canadense-estadunidense de 2015 dirigido, escrito e produzido por Adam Benzine, que conta a história da carreira do diretor francês Claude Lanzmann. Distribuído pela Home Box Office, a obra explora temas constantes na carreira de Lanzmann, como campos de concentração, Simone de Beauvoir e a resistência francesa.  Ele foi indicado ao Oscar de melhor documentário de curta-metragem em 2016.